# Gmina Sult
Gmina Sult (alb. Komuna Sult) – gmina  położona w środkowej części Albanii. Administracyjnie należy do okręgu Gramsh w obwodzie Elbasan. W 2011 roku populacja gminy wynosiła 631 w tym 298 kobiety oraz 333 mężczyzn, z czego Albańczycy stanowili 89,96% mieszkańców.
W skład gminy wchodzi dziewięć miejscowości: Sult, Dufshan, Zgjup Fushë, Zgjup Kodër, Dushk, Kuturqarë, Mazerrek, Kukuçovë, Grekan.